# Olga Neuwirth
Olga Neuwirth (Graz, 4 d'agost de 1968) és una compositora austríaca i membre de l'Acadèmia de les arts de Berlín. És coneguda per la seva òpera basada en la pel·lícula Lost Highway (2003).
Neboda del compositor Gösta Neuwirth i filla del pianista Harald Neuwirth. Va començar rebent lliçons de trompeta amb 7 anys. Després va estudiar composició a l'Acadèmia de Música i Arts Dramàtiques de Viena, amb Erich Urbanner. També va estudiar a l'Institute of Electroacoustic Music. Va escriure una tesi sobre la música de la pel·lícula L'amour a mort, d'Alain Resnais. L'any 1985 i l'any 1986, va estudiar art i música al Conservatori de San Francisco amb Elinor Armer. L'any 1993 i l'any 1994 va estudiar amb Tristan Murail. Va treballar a l'IRCAM. Durant la seva carrera, Neuwith va tenir l'ocasió de conèixer al compositor italià Luigi Nono.
Ha publicat molta música seva amb el segell Kairos. També ha col·laborat amb Elfriede Jelinek creant una òpera basada amb la pel·lícula Lost Highway de David Lynch, que incorpora recursos visuals i sonors en viu i pregravats, juntament amb altres efectes electrònics.